# Iron Sky
Iron Sky és una pel·lícula còmica d'acció de ciència-ficció del 2012 de coproducció finlandesa, alemanya i australiana dirigida per Timo Vuorensola i escrita per Johanna Sinisalo i Michael Kalesniko. Narra la història d'un grup d'alemanys nazis que, després de ser derrotats el 1945, van fugir a la Lluna, on van construir una flota espacial per tornar el 2018 i conquerir la Terra. Iron Sky és una de les pel·lícules finlandeses més cares.
Iron Sky prové dels creadors de Star Wreck: In the Pirkinning i va ser produïda per Tero Kaukomaa de Blind Spot Pictures i Energia Productions, coproduïda per New Holland Pictures i 27 Films, i cofinançat per nombrosos partidaris individuals; Samuli Torssonen va ser el responsable de les imatges generades per ordinador. Es va estrenar als cinemes d'Europa l'abril de 2012. Una versió del director de la pel·lícula amb 20 minuts addicionals es va estrenar en DVD i Blu-ray l'11 de març de 2014.
L'octubre de 2012 es va estrenar una adaptació en videojoc titulada Iron Sky: Invasion.
Una seqüela, titulada Iron Sky: The Coming Race, va ser microfinançada a través d'Indiegogo i es va publicar el gener de 2019.

## Argument
El 2018, una missió amb tripulació estatunidenca aterra a la Lluna. El mòdul d'aterratge porta dos astronautes, un d'ells un model masculí afroamericà, James Washington, escollit específicament per ajudar a la presidenta dels Estats Units en la seva reelecció (a la pel·lícula es veuen diversos pòsters de jocs de paraules "Negre a la Lluna" que exalten el nou aterratge a la Lluna).
En aterrar a la cara oculta de la Lluna, es troben amb els descendents de nazis que van escapar a la Lluna l'any 1945 (s'anomena "Quart Reich"). Washington és fet presoner després de la mort de l'altre astronauta. El científic nazi Doktor Richter examina Washington i obté el seu telèfon intel·ligent, que més tard reconeix que té més potència de càlcul que els ordinadors d'estil dels anys 40 del Quart Reich, permetent el seu ús com a unitat de control per completar el seu cuirassat espacial gegant Götterdämmerung.
Quan Richter s'esforça per demostrar la seva Wunderwaffe a l'actual Führer, Wolfgang Kortzfleisch, la bateria del telèfon s'esgota ràpidament. El comandant nazi Klaus Adler, escollit per raons genètiques per aparellar-se amb l'especialista de la Terra Renate Richter (filla del Doctor Richter), s'embarca en un plat volador per recollir més ordinadors d'aquest tipus a la Terra. Porta amb ell Washington, que ha estat "arianitzat" pel Doktor Richter fent servir una droga "albinitzant".
En aterrar a Nova York, descobreixen que Renate s'ha amagat per anar amb ells. Abandonen Washington després que ell els connecti amb l'assessora de campanya del president, Vivian Wagner. Adler i Renate dinamitzen la campanya de reelecció del president utilitzant la retòrica a l'estil nazi. Renate no és conscient de l'ambició d'Adler de substituir Kortzfleisch i governar el món. Després de tres mesos, Kortzfleisch aterra a la Terra i s'enfronta a Adler, però és assassinat per Adler i Vivian. Adler es declara el nou Führer abans de tornar a l'òrbita en el plat volador de Kortzfleisch, abandonant Vivian però agafant-ne la tauleta.
Paral·lelament, Renate és convençuda per Washington que Adler té intencions de genocidi global. Poc després, els nazis de la Lluna llancen un atac massiu a la Terra amb una flota de naus espacials gegants semblants a Zeppelins anomenades Siegfrieds que remolquen asteroides com a míssils i llancen infinitat de plats voladors a Nova York, on destrueixen l'Estàtua de la Llibertat i bombardegen la ciutat. La Força Aèria dels Estats Units rebutgen els plats voladors amb cert èxit.
Les Nacions Unides es reuneixen per discutir l'amenaça nazi de la Lluna. El president nomena Vivian com a comandant de la nau espacial secretament militaritzada USS George W. Bush, que porta armes nuclears i energia dirigida, només per descobrir que la majoria de les altres nacions (excepte Finlàndia) també han armat en secret la seva nau espacial. Els envien contra la flota nazi i exterminen els Siegfried.
Adler arriba al plat volador de Kortzfleisch amb la tauleta per activar la Götterdämmerung. Renate i Washington viatgen amb el plat volador d'Adler al Götterdämmerung, on Washington va a desactivar els motors mentre la Renate busca l'Adler. Mentrestant, la flota espacial internacional danya la base lunar dels nazis i s'apropa a la Götterdämmerung, que els enganya a tots. Comandant la Götterdämmerung, Adler destrueix parts de la Lluna per exposar la Terra a la seva línia de foc. Durant la batalla, Washington desconnecta la tauleta de la Vivian del tauler de control del Götterdämmerung, mentre que la Renate mata l'Adler abans que pugui disparar a la Terra. Renate i Washington escapen per separat mentre el Götterdämmerung s'estavella a la Lluna.
La presidenta dels EUA felicita a Vivian de la sessió de l'ONU; després de la qual cosa Vivian revela la presència de grans tancs d'heli 3 a la Lluna, dels quals el president immediatament assumeix l'única reclamació perquè la seva possessió garanteix un subministrament d'energia mil·lenari. Això enfada els altres membres de l'ONU, que es barallen, mentre la flota internacional s'enfronta.
A la base de la Lluna danyada, Renate es retroba amb Washington, que ha tornat a la normalitat la seva pigmentació. Es fan un petó davant un grup confús de supervivents nazis, als quals Renate assegura, "tenim molta feina per [vosaltres]". Els moments finals de la pel·lícula mostren la Terra aparentment durant una guerra nuclear internacional. Al final dels crèdits, el planeta Mart es mostra amb un satèl·lit artificial en òrbita.

## Repartiment
- Julia Dietze - Renate Richter
- Götz Otto - Klaus Adler
- Christopher Kirby - James Washington
- Tilo Prückner - Doktor Richter
- Udo Kier - Wolfgang Kortzfleisch
- Peta Sergeant - Vivian Wagner
- Stephanie Paul - la President dels Estats Units (una paròdia de Sarah Palin[6])
- Michael Cullen - Secretari de Defensa

## Producció
La producció va començar a principis de 2006, i l'equip de producció va portar el seu tràiler de la pel·lícula al 61è Festival Internacional de Cinema de Canes, buscant cofinançadors. L'equip va signar un acord de coproducció amb Oliver Damian de 27 Films Productions. Iron Sky és una d'una nova onada de produccions, com ara Artemis Eternal, The Cosmonaut, A Swarm of Angels, i RiP!: A Remix Manifesto, produït en col·laboració amb una comunitat en línia d'entusiastes del cinema, creant cinema participatiu. A Wreck-a-Movie, un lloc web col·laboratiu de creació de pel·lícules, els productors van convidar tots els interessats a aportar idees i recursos al projecte.
L'11 de febrer de 2009, es va anunciar que la pel·lícula seria protagonitzada per l'actriu alemanya Julia Dietze, mentre que el grup eslovè de música industrial Laibach estaria gravant la banda sonora. Prou adequadament per a una pel·lícula sobre el nazisme, la banda sonora orquestral incorpora leitmotivs del cicle operístic Der Ring des Nibelungen i altres òperes de Richard Wagner, la música del qual era preferida pels líders nazis. L'himne nacional dels nazis des de la Lluna ("Kameraden, wir kehren Heim!") té la melodia de "Die Wacht am Rhein". Durant el 63è Festival Internacional de Cinema de Canes, Iron Sky va signar un acord de coproducció amb la productora australiana New Holland Pictures, que va portar Cathy Overett i Mark Overett com a coproductors de la pel·lícula.

## Estrena
Iron Sky es va estrenar l'11 de febrer de 2012 al 62è Festival Internacional de Cinema de Berlín, a la secció Panorama Especial. Es va estrenar a Finlàndia el 4 d'abril i a Alemanya el 5 d'abril, i es va presentar als principals cinemes.
Al Regne Unit, hi va haver certa controvèrsia sobre la decisió de la distribuïdora, Revolver Entertainment, d'estrenar la pel·lícula només durant un dia, fet que va fer que els cineastes condemnessin públicament el seu distribuïdor britànic i acusessin Revolver d'enganyar-los. Seguint l'alta demanda dels fans en línia de la pel·lícula, Revolver va revisar la seva decisió i va ampliar el període d'estrena als cinemes del Regne Unit.

## Recepció
La recepció crítica d'Iron Sky als Estats Units va ser negativa. A Rotten Tomatoes la pel·lícula té una puntuació d'aprovació del 40%, basada en 43 ressenyes, amb una puntuació mitjana de 4,4/10.
William Goss de Film.com li va donar a una pel·lícula una D+, dient que "cada vegada se sent més com una seqüela perduda d'Austin Powers que mostra un sentit de l'humor molt antiquat." Jeff Shannon de The Seattle Times va donar a la pel·lícula dues de quatre estrelles, descrivint-la com a "gran idea, fluixa execució". Leslie Felperin de Variety va descriure Iron Sky com "...ni era prou bona per representar un èxit ni prou dolenta com per assolir l'estatus de pel·lícula de culte; és una mica coixa".

### Elogis
La pel·lícula va guanyar el Millors efectes visuals als 2ns premis AACTA.

## Spin-offs

### Còmic
El 5 d'octubre de 2011, Blind Spot va llançar un còmic digital preqüela de la pel·lícula, titulat Iron Sky: Bad Moon Rising, escrit per l'escriptor d'Alan Wake, Mikko Rautalahti, i completament il·lustrat pel dibuixant de còmics Gerry Kissell, creador de Code Word: Geronimo d'IDW Publishing. IDW Publishing va imprimir aquests còmics en una col·lecció de novel·les gràfiques de tapa tova el març de 2013.

### Videojoc
El 19 d'agost de 2012, TopWare Interactive va anunciar Iron Sky: Invasion, una adaptació i expansió oficial del videojoc de la pel·lícula, a desenvolupar per Reality Pump Studios. El joc es va descriure com un joc de simulador de vol espacial avançat, amb elements dels gèneres d'estratègia i RPG.

### Joc de taula
El 2012, Revision Games va publicar Iron Sky: The Board Game, un joc de taula basat en la pel·lícula dissenyada per Juha Salmijärvi. És un joc de taula d'estratègia, on dos equips enfrontats, The Reich i The UWC, lluiten per dominar tres continents de la Terra. Cada jugador està a càrrec d'un continent i la cooperació dins de cada equip és obligatòria per tenir èxit.

## Seqüela
El 20 de maig de 2012, Kaukomaa va anunciar que hi havia plans per a una preqüela i una seqüela, però es va negar a revelar-ne els detalls. El maig de 2013, Vuorensola va anunciar que Iron Sky tindrà una seqüela titulada Iron Sky: The Coming Race. També va esmentar que a diferència de la primera pel·lícula, aquest lliurament estaria completament finançat pels fans a través d'Indiegogo, amb un pressupost estimat de 15 milions de dòlars EUA. S'havia de rodar un vídeo promocional per al 67è Festival Internacional de Cinema de Canes i l'esborrany final del guió estava previst que es publiqués a finals de 2014. S'esperava que el rodatge comencés el 2015. El juliol de 2013, Vuorensola va revelar Croàcia com un dels llocs proposats pel rodatge. El febrer de 2014, Dalan Musson va signar per escriure el guió. La Suomen elokuvasäätiö i Medienboard Berlin-Brandenburg s'oferiren per finançar el projecte, de 13 milions de dòlars EUA. Finalment, aquesta programació no es va mantenir: el 2017, es va anunciar una data de llançament de gener de 2018, posposada després a l'agost de 2018. La pel·lícula es va estrenar finalment el març del 2019.

## Fallida de productors
Blind Spot Pictures, la principal productora d'Iron Sky, es va declarar en fallida el 17 de setembre de 2019. La productora Iron Sky Universe Oy fou declarada en fallida el 12 d'octubre de 2020 per l'asseguradora Ilmarinen Mutual Pension. El mateix Timo Vuorensola també va confirmar que Iron Sky Universe s'havia declarat en fallida, dient que "la productora d'Iron Sky, anomenada Iron Sky Universe, una que vaig crear conjuntament amb Tero, s'està enfonsant".